# Berthold Grünfeld

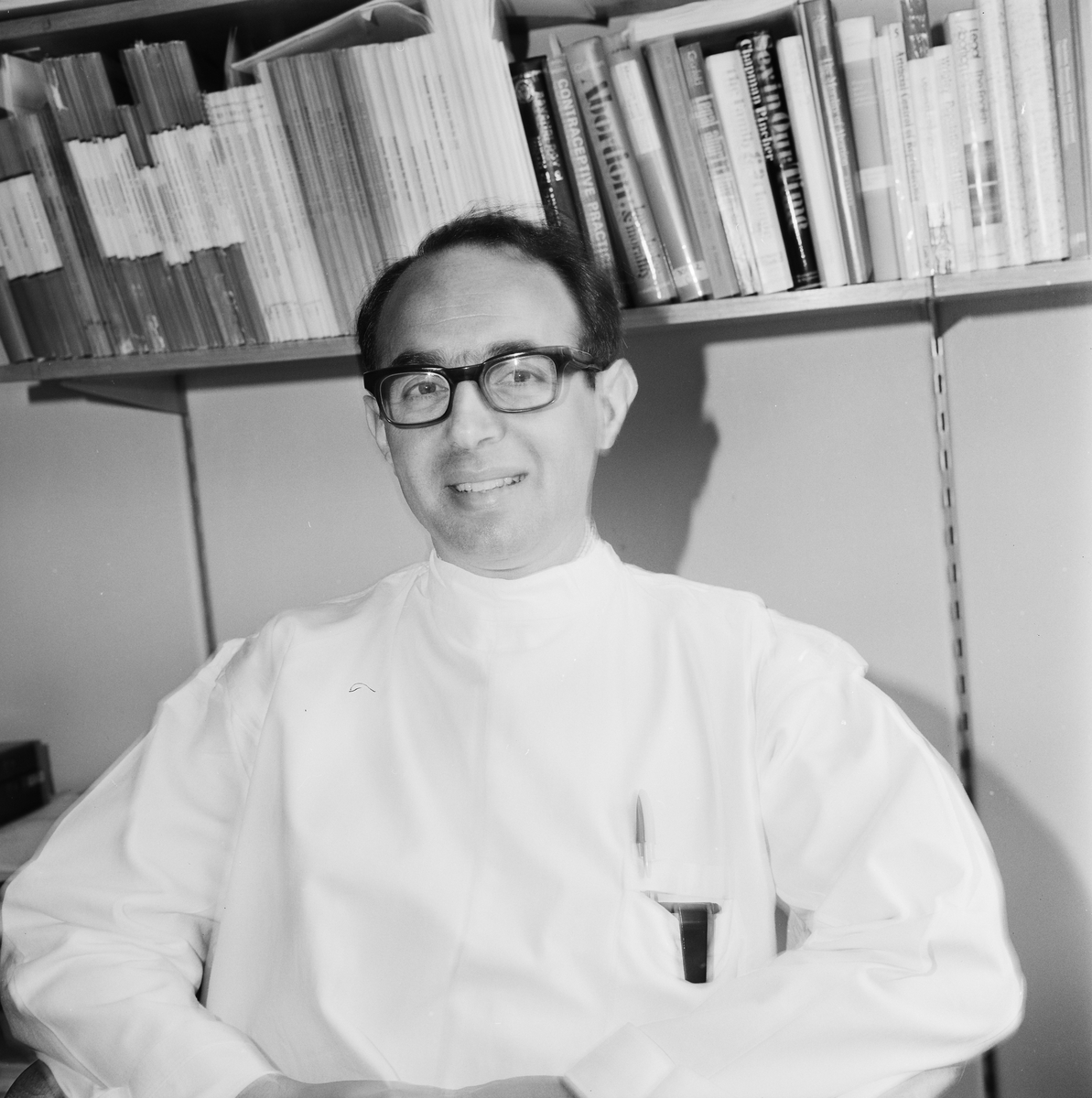
Berthold Grünfeld, 1973

Berthold Grünfeld (* 22. Januar 1932 in Bratislava; † 20. August 2007 in Oslo) war ein norwegischer Arzt, Spezialist in Psychiatrie und Professor in Sozialmedizin an der Universität Oslo. Er wurde oft als Sachverständiger in Strafprozessen eingesetzt.

## Leben und Wirken

### Von Bratislava nach Oslo
Berthold Grünfeld war Sohn von Frederika Grünfeld. Seit seiner Säuglingszeit lebte er bei katholischen Pflegeeltern.
Die Mutter wurde nach einem Streit mit ihrer Vermieterin nach Ungarn ausgewiesen. Als Berthold sieben Jahre alt war und Frederika unvermutet in Bratislava auftauchte, traf er sie 1939 einmal wieder. Im gleichen Jahr wurde er mit einem Nansenpass zusammen mit 34 anderen jüdischen Kindern mit dem Zug über Berlin nach Norwegen verschickt und von Repräsentanten der Nansenhilfe und der Frauenliga für Frieden und Freiheit in Empfang genommen.
Grünfeld wohnte bei einer jüdischen Familie in Trondheim, aber nach der deutschen Besetzung Norwegens 1940 wurde er in das jüdische Kinderheim in Oslo eingewiesen. Dort wohnte er bis zum Oktober 1942, als die Verhaftungen von Juden begannen. Es gelang, Berthold und die anderen Kinder nach Schweden zu bringen, wo sie bis zur Befreiung Norwegens 1945 blieben. Danach kam er wieder ins jüdische Kinderheim in Oslo. Diese Geschehnisse sind Ausgangspunkt der Handlung des norwegischen Films I slik en natt (In so einer Nacht) von 1958.
Die jüdische Gemeinde beschloss, die Finanzierung seiner Ausbildung zu übernehmen.

### Arzt, Sexologe, Sozialmediziner, Gerichtspsychiater
Berthold Grünfeld wurde 1960 zum Mediziner ausgebildet, promovierte 1973, und hatte seitdem bedeutende Stellungen an der Universität, u. a. seit 1993 als Professor in Sozialmedizin. Er war Spezialist in Psychiatrie und Professor in Sozialmedizin an der Universität Oslo. Er war Spezialist für Partnerschaftsprobleme und Sexologie am Osloer Gesundheitsrat.
Von 1992 bis 2003 wirkte er als Gerichtspsychiater, aber auch danach wurde Grünfelds Expertise eingeholt.
Grünfeld war viele Jahre lang Mitglied der Auswahl für Lizenzen und Auslandsmediziner.

### Selbstbestimmte Abtreibung, Sterbehilfe
Grünfelds Doktorarbeit handelte von Frauen und Abtreibung in Norwegen und wurde im Januar 1973 herausgegeben. (Legal abort i Norge: Legalt svangerskapsavbrudd i Norge i tidsrommet 1965–1971) und war wichtiger Wegbereiter der norwegischen Gesetzgebung für selbstbestimmte Abtreibung, die bis zur Änderung des Abtreibungsgesetzes 1978 galt.
Er war auch im Vorstand der Vereinigung Recht auf einen würdigen Tod, die sich für die aktive Sterbehilfe einsetzt.

### Privat
Berthold Grünfeld lernte seine Frau Gunhild 1960 kennen. Sie hatten drei Kinder. Seine Tochter Nina Grünfeld drehte 2005 einen Film über die Herkunft ihres Vaters. Er erfuhr, dass seine Mutter eine Weile als Prostituierte arbeitete, und dass sie in Sobibor ermordet wurde.

### Werke
- Legal abort i Norge: Legalt svangerskapsavbrudd i Norge i tidsrommet 1965–1971, Oslo, 1973 ISBN 8200093239 / ISBN 9788200093237
- Vårt seksuelle liv, Oslo, 1979 ISBN 8205114951 / ISBN 9788205114951
- Michael Carrera: Alt om SEX, Norwegische Ausgabe, bearbeitet von Berthold Grünfeld, Oslo, 1982

## Auszeichnungen
- Kommandeur des St.-Olav-Ordens

## Film über Grünfeld
- Grünfeld: ukjent opphav, von seiner Tochter Nina Grünfeld, Premiere auf dem Filmfestival in Haugesund und am 5. September 2005 von norwegischen Fernsehsender TV2 ausgestrahlt.[2]